# Shadow of the Vampire
Shadow of the Vampire is een tragikomische en metafictieve horrorfilm die in première ging op het filmfestival van Cannes op 15 mei 2000. De film is geregisseerd door E. Elias Merhige en geschreven door Steven Katz. Hoofdrollen worden vertolkt door John Malkovich, Willem Dafoe en Udo Kier.
De film geeft een fictieve kijk op de productie van de klassieke vampierfilm Nosferatu, eine Symphonie des Grauens van Friedrich Wilhelm Murnau.

## Verhaal
Het is het jaar 1922. De Duitse filmregisseur Friedrich Wilhelm Murnau heeft besloten om een verfilming te maken van Bram Stokers roman Dracula, ondanks dat hij niet de filmrechten op dit boek heeft kunnen bemachtigen. Hij neemt zijn ploeg mee naar Polen en Tsjecho-Slowakije om de film op locatie op te nemen. De hoofdrol, die van graaf Orlok, zal worden vertolkt door Max Schreck. Murnau vertelt de acteurs dat Schreck enkel in volledig kostuum en make-up op de set zal verschijnen daar hij zich dan beter kan inleven in zijn rol.
De hoofdlocatie voor de film is een oud kasteel in Tsjecho-Slowakije. Schreck wacht de filmcrew daar op. Zijn uiterlijk en gedrag zijn al vanaf het begin vreemd voor zijn collega-acteurs. De meeste acteurs zijn bang voor Schreck, maar houden het er maar op dat hij een goede acteur is.
Wanneer Schreck op een avond wat drinkt met twee andere acteurs, onthult hij dat hij echt een vampier is. Hij is al eeuwen oud, en derhalve al lang vergeten hoe en wanneer hij een vampier werd. Tevens kan hij niet meer van zijn soort maken. Ter demonstratie dat hij de waarheid vertelt, vangt Schreck een vleermuis en drinkt diens bloed.
Later blijkt dat Murnau een deal heeft gemaakt met Schreck. Hij wilde de film realistisch maken door een echte vampier in de hoofdrol te selecteren. In ruil daarvoor heeft hij Schreck de hoofdactrice, Greta Schroeder, beloofd als “salaris”. Schreck is tijdens de productie echter geregeld ongehoorzaam. Uiteindelijk belandt de hele crew op een eilandje in de Noordzee, en is aan Schrecks genade overgeleverd.
Uiteindelijk doodt Schrek Greta Schroeder en de crew, maar sterft zelf wanneer hij door zonlicht wordt getroffen. Alleen Murnau is nog over, en filmt het einde van Schreck om als einde te dienen voor zijn film.

## Rolverdeling
| Acteur              | Personage                |
| ------------------- | ------------------------ |
| John Malkovich      | Friedrich Wilhelm Murnau |
| Willem Dafoe        | Max Schreck              |
| Udo Kier            | Albin Grau               |
| Cary Elwes          | Fritz Arno Wagner        |
| Catherine McCormack | Greta Schröder           |
| Eddie Izzard        | Gustav von Wangenheim    |
| Aden Gilett         | Henrik Galeen            |
| Nicholas Elliot     | Paul                     |
| Ronan Vibert        | Wolfgang Müller          |

## Achtergrond
De film maakt gebruik van de technieken van stomme films, waaronder het gebruik van titelkaarten om de gebeurtenissen uit de scènes te verklaren. De scènes waarin zogenaamd “Nosferatu” wordt opgenomen zijn net als de originele film in zwart-wit.
De echte Max Schreck was een Duitste toneel- en filmacteur die in meerdere films meespeelde.
Leden van de online gemeenschap "The HollyWood Stock Exchange" konden een geldbedrag aan de productie van de film doneren. In ruil daarvoor werd hun naam op de dvd vermeld als "Virtual producers".

## Prijzen en nominaties
| jaar | prijs                                      | categorie                                                       | genomineerde(n)                                          | uitslag     |
| ---- | ------------------------------------------ | --------------------------------------------------------------- | -------------------------------------------------------- | ----------- |
| 2000 | Avignon Film Festival                      | Prix Tournage                                                   | E. Elias Merhige                                         | gewonnen    |
| 2000 | Ft. Lauderdale International Film Festival | President Award                                                 | Willem Dafoe                                             | gewonnen    |
| 2000 | LAFCA Award                                | beste mannelijke bijrol                                         | Willem Dafoe                                             | gewonnen    |
| 2000 | Filmfestival van Sitges                    | Gran Angular Award                                              | Willem Dafoe                                             | gewonnen    |
| 2000 | Filmfestival van Sitges                    | Special Mention                                                 | E. Elias Merhige                                         | gewonnen    |
| 2000 | Filmfestival van Sitges                    | Beste film                                                      | E. Elias Merhige                                         | genomineerd |
| 2000 | Stockholm Film Festival                    | Bronzen paard                                                   | E. Elias Merhige                                         | genomineerd |
| 2001 | Academy Award                              | Beste mannelijke bijrol                                         | Willem Dafoe                                             | genomineerd |
| 2001 | Academy Award                              | Beste make-up                                                   | Ann Buchanan, Amber Sibley                               | genomineerd |
| 2001 | Saturn Award                               | Beste mannelijke bijrol                                         | Willem Dafoe                                             | gewonnen    |
| 2001 | Saturn Award                               | Special Award                                                   | -                                                        | gewonnen    |
| 2001 | Saturn Award                               | Beste kostuums                                                  | Caroline de Vivaise                                      | genomineerd |
| 2001 | Saturn Award                               | Beste make-up                                                   | Ann Buchanan, Amber Sibley                               | genomineerd |
| 2001 | Bram Stoker Award                          | scenario                                                        | Steven Katz                                              | gewonnen    |
| 2001 | Golden Frog                                | -                                                               | Lou Bogue                                                | genomineerd |
| 2001 | CFCA Award                                 | beste mannelijke bijrol                                         | Willem Dafoe                                             | genomineerd |
| 2001 | International Fantasy Film Award           | beste acteur                                                    | Willem Dafoe                                             | gewonnen    |
| 2001 | International Fantasy Film Award           | Beste film                                                      | E. Elias Merhige                                         | genomineerd |
| 2001 | Golden Globe                               | Beste optreden door een acteur in een bijrol in een film        | Willem Dafoe                                             | genomineerd |
| 2001 | Independent Spirit Award                   | beste mannelijke bijrol                                         | Willem Dafoe                                             | gewonnen    |
| 2001 | Independent Spirit Award                   | Beste cinematografie                                            | Lou Bogue                                                | genomineerd |
| 2001 | IHG Award                                  | Beste film                                                      | -                                                        | genomineerd |
| 2001 | Golden Reel Award                          | beste geluidsmontage – buitenlandse film                        | Nigel Heath, Julian Slater, Arthur Graley, James Feltham | genomineerd |
| 2001 | OFCS Award                                 | beste mannelijke bijrol                                         | Willem Dafoe                                             | genomineerd |
| 2001 | PFCS Award                                 | beste mannelijke bijrol                                         | Willem Dafoe                                             | gewonnen    |
| 2001 | PFCS Award                                 | Beste make-up                                                   | Katja Reinert-Alexis                                     |             |
| 2001 | Golden Satellite Award                     | beste optreden van een acteur in een bijrol, comedie of musical | Willem Dafoe                                             | gewonnen    |
| 2001 | Screen Actors Guild Award                  | buitengewoon optreden van een acteur in een bijrol              | Willem Dafoe                                             | genomineerd |
| 2002 | Chlotrudis Award                           | beste mannelijke bijrol                                         | Willem Dafoe                                             | genomineerd |